# Pandercetes nigrogularis
Pandercetes nigrogularis är en spindelart som först beskrevs av Simon 1897.  Pandercetes nigrogularis ingår i släktet Pandercetes och familjen jättekrabbspindlar. Inga underarter finns listade i Catalogue of Life.